# Schreckenspitze
La Schreckenspitze, ou Schreckspitze, est une montagne culminant à 2 022 m d'altitude dans le massif des Karwendel en Autriche.

## Géographie
La Schreckenspitze se trouve dans le contrefort du Vorkarwendel. Il est le sommet le plus élevé d'une crête exposée au nord-sud qui s'étend du Juifen (5 km au nord) au Hohe Gans (3 km au sud). Le sommet voisin immédiat au nord-est la Sonntagsspitze (1 926 m d'altitude).
Par beau temps, la Schreckenspitze fait partie du panorama des Alpes à Munich ; avec un temps exceptionnellement beau, il est même vu depuis le Jura franconien.

## Ascension
L'accès le plus facile part d'Achenkirch ou de la Bächental (au nord-ouest de la Schreckenspitze) par la maison forestière Aquila et le Tiefenbachalm jusqu'au Gröbner Hals. un sentier balisé mène à la Sonntagsspitze, puis une montée à la Schreckenspitze se fait par un sentier non balisé sur la crête.
Une autre ascension d'Achenkirch traverse le Moosenalm sans sentier balisé sur le flanc est.
Par ailleurs, la Schreckenspitze peut être escaladée sans voie tracée, de manière longue et laborieuse de Schleimsattel par la crête du Fanesjoch.